# سد غرغان و اتحاد سة (المزرعة الشمالية)
سد غرغان واتحاد سة (بالفارسية: سدگرگان و اتحاد سه) هي منطقة سكنية تقع في إيران في قسم المزرعة الشمالیة الريفي. يقدر عدد سكانها بـ 118 نسمة .